# 无极 (电影)
《无极》，是中国大陆导演陈凯歌执导的奇幻史詩電影，改編自唐代作家裴鉶的傳奇小說《昆仑奴》，由日本插画师正子公也担任概念设计与服装造型设计，叶锦添担任美术指导，鲍德熹担任摄影指导，陈凯歌、张炭担任编剧，真田广之、张东健、张柏芝、谢霆锋领衔主演，贾平凹为片名题字。影片设定在一个东方架空历史的世界。于2005年12月15日上映。
《无极》被认为是中国大陆第一部奇幻类题材的商业大片，被视为大陆电影大片时代的奇幻片的开山之作，拉开了商业大片的帷幕。曾获2005年金球獎最佳外語片提名。该片上映后其剧情备受争议，但对中国大陆商业电影产业发展起到一定的推动作用。

## 剧情
我们这个世界还年轻的时候，人和神生活在一起。那时，在海天和雪国之间有一个自由的国家，在那里，一个受人爱戴的常胜将军，名叫光明（真田廣之飾），一个妒嫉他的公爵名叫无欢（謝霆鋒飾）。他们之间的恩怨，没有尽头。而命运的使者，满神（陳紅飾），凌驾于一切之上。她让每个人从她手里挑选自己的命运，是对是错，却不告诉他们谜底。我们的故事却是从二十年前海棠树下的一个小女孩倾城（关晓彤飾）开始的。
一個窮女孩倾城向一個尊貴的男孩（史磊飾）要了食物後，不信守承诺，打伤他然后逃走，途中遇上“无极”的支配者、命运的使者——滿神，滿神说道：“孩子，无极里有每个人的生老病死，每个人的悲欢离合，你的，也在里面。”并問她：“你想成為全世界男人都想得到的女人嗎？代價是你永遠無法得到真愛。这是一生一世的承诺，答应了就不能改变，除非时间逆转，河水倒流，人死复生。”女孩答應後成為世上最美的王妃傾城（張栢芝飾），享盡尊榮華貴，卻被命運詛咒，永遠得不到真愛。
二十年后，马蹄谷之战中，大将军光明在奴隸昆崙（張東健飾）帮助下，一战成名，消灭了蛮人。回朝勤王的路上，他被极北军刺客刺伤。满神出现，预言了光明的死期。奴隸昆崙为了帮助主人，只好戴着光明的面具和鲜花盔甲，假扮成大将军，救下王妃倾城，无意中却误杀了大王（程前飾），倾城误认救命恩人是光明。崑崙真心愛她，但也看出大将军光明喜欢傾城，希望成全大將軍光明和傾城的爱情，昆崙選擇離開。卑鄙的光明趁机占有了傾城美丽的身体，後來昆崙遇見极北军的刺客鬼狼（刘烨飾），鬼狼帶他回到過去，向他表明他们都是来自同一個种族，都是雪國人，是跑得最快的種族。在遥远的过去，极北军毁灭了雪国，纵火将雪国人灭族。鬼狼为了生存，放弃了尊严，沦为了极北军的奴隶，但他希望昆仑不要重蹈覆辙，可以彻底醒悟，不要逃避内心对自由的追求。
曾经的尊貴的男孩，后来成为了极北军的公爵——北公爵无欢，他占领王城，设计抓获了大将军光明，傾城也一同被捕。昆仑试图拿回鲜花盔甲，证明自己的身份，而鬼狼也因此事牺牲。在审讯室，王城的大臣们一起对大将军弑君的罪行进行审判。傾城和昆仑配合，一起演戏欺骗大臣，让昆仑揽下所有罪责，并救回光明。但在审判过程中，傾城意识到光明对自己的欺骗，最后她明白了是崑崙，代替光明的身份，冒死救了她的命。随着王城判崑崙、光明、傾城有罪，傾城才发现自己真正爱的人是昆仑，而光明只不过是玩弄了她的身体。
北公爵无欢将昆崙、光明、傾城三人绑起来，他痛恨傾城在年轻的时候违背承诺，欺骗了他，毁了他的人生。为了复仇，他变得极其冷血，他想慢慢折磨他们，让他们生不如死。在最后的决斗中，无欢杀死了光明，但自己也被昆崙所杀。悲痛的傾城听完了光明的遗言，泪流不止。爱她的两个男人，都为她付出了生命。昆崙身负重伤，但为了心中所爱，最後以接近光速的時間，带着傾城，打破一切的命運藩籬，來到傾城承諾的那個時刻，讓傾城重新選擇她的人生。
二十年前海棠树下，我们的故事，又有了新的开始。

## 演員
| 演員                | 角色       |
| 真田广之            | 光明       |
| 张东健              | 昆崙       |
| 張柏芝 童年：关晓彤 | 傾城       |
| 谢霆锋 童年：史磊   | 無歡       |
| 陳紅                | 滿神       |
| 刘烨                | 鬼狼       |
| 程前                | 大王       |
| 于谨维              | 也力       |
| 李静                | 雪国人母亲 |
| 钱波                | 独眼       |

## 制作成本
《无极》的预算估计约为3.4亿元人民币，超过了张艺谋的《英雄》（2002）的成本。

## 艺术风格
《无极》由正子公也担任概念设计、服装造型设计，叶锦添担任美术指导，鲍德熹担任摄影指导，香港先涛数码企画有限公司负责视效工作，为了更好呈现影片质感，团队选择了云南省迪庆香格里拉、元謀土林进行拍摄。
華東師範大學歷史系教授 陳江寫著：
|  | 《无极》服装造型大体上以中国古代服装为基础，吸收了古罗马和西南少数民族有冲击力的服饰，这些造型具有的外来和西南、西北少数民族浓烈的服饰特色，保持着壮大、宏美、浪漫的艺术风格。《无极》这部影片把历史场景虚化，在虚幻的历史舞台上表现生与死，爱与恨。 |

華東師範大學哲學系教授 刘仲宇寫著：
|  | 《无极》在整体造型设计上有点中国古代文化的根，但又加入了自己的很多想像和创造，一些设计细节与中国古代图腾崇拜有关，从文化史上讲有一定依据，并不是胡编乱造。 |

## 视觉特效
由香港先涛数码企画有限公司负责特效制作。

## 评价
《无极》在制作和宣传上采取了高调的策略，并使用了知名的电影制作群体，以及著名的电影演员。电影剧组曾在法国租用一座古堡来做发行推介。并且对剧情一直高度保密。而在全国公映之前《无极》作为华语电影参加了美国奥斯卡奖最佳外语片的角逐。这些都使得观众和媒体对这部电影的期待较高。
在电影全国公映之后，许多人认为这部电影并没有达到预先的期望。人们批评电影的故事剧情较为简单和苍白，对演员的表演也不很认同。
翁子光愛情神話無極寫著：
|  | 電影歷史會證明《無》的時代地位，卻很難證明她的藝術地位。……因為《無》沒有歷史感，只是挪用中國古代背景作為表演的舞台，其寫實意義是蕩然無存的……粗糙之處還是俯拾皆是，美術設計雖已令畫面美不勝收，但整體上更像堆砌的小手作，細節上有過猶不及之弊，歸咎最大的問題是沒有一個完整的表現風格方向，同樣情況且更嚴重的是攝影上，整體上並沒有完善的構圖及分鏡邏輯……何況電影的分鏡也欠精闢，拍攝出來（而非劇本）的分場也欠清脆，令電影的感情伸展感覺上只有微絲血管，沒有均勻的脈搏。 |

## 争议

### 对碧沽天池的破坏
《无极》中有部分场景取自云南省迪庆州香格里拉县，有圣湖之称的碧沽天池景区。為了宣傳該地區的景色，云南省政府对《无极》剧组的拍摄给予支持，并为此成立了由迪庆州州委宣传部副部长李爱明为主的“无极迪庆协拍领导小组”。云南省政府投资15万元加宽和加固了剧组通往碧沽天池的22公里林区山路，并协调了拍摄用木材的相关事宜，這些木材包括用在天池边搭建外景建筑“海棠金舍”和横跨天池中間的木桥。2004年6月，陈凯歌率队进驻香格里拉，影片中的“海棠金舍”，高山杜鹃花海場景就是在該處拍攝。
拍摄完成后，媒体称剧组并未拆除人为搭建的场景，也未清除残留的垃圾。破壞的情況有，“海棠金舍”沒有拆除，殘破的木桥把天池一分為二，為了建造此橋天池底還打了百多个桩，天池边禁伐区的一片高山杜鹃被推平，用沙石和树干填出一条简陋的公路。而且现场饭盒、酒瓶、塑料袋、雨衣等垃圾遍地，
后经迪庆州相关部门的联系，《无极》剧组决定委托当地处理残留物。但当地政府称并未从剧组获得相关资金。2006年1月26日迪庆州相关部门接到“限期拆除‘海棠精舍’、恢复原貌”的通知，由于天气和道路的原因，拆除工作从4月10日正式开始。2006年4月30日，整个“海棠精舍”已拆除完毕，并按要求进行了撒草等工作。
2006年5月9日，在杭州举行的“城镇和风景区水环境治理国际研讨会”上，中国建设部副部长仇保兴在主题报告中对当代存在的破坏风景区和城镇水环境的行为提出严厉批评，其中指名批评“无极”。 
经过媒体的披露，《无极》剧组破坏当地风貌的事件遭舆论批评与质疑。但剧组方拒绝承认破坏风景。
5月16日，国家环保总局有关负责人通报了《无极》剧组破坏碧沽天池生态环境的调查情况：剧组拍摄活动中违背了环境影响评价法的有关规定，造成了一定程度的生态破坏，已责成云南省环境保护局依法对剧组进行处罚，限期恢复拍摄地生态植被。

## 獎項
| 頒獎典禮             | 獎項             | 名單                           | 結果 |
| -------------------- | ---------------- | ------------------------------ | ---- |
| 第63届金球奖         | 最佳外语片       | 无极                           | 提名 |
| 第25屆香港電影金像獎 | 最佳攝影         | 鮑德熹                         | 提名 |
| 第25屆香港電影金像獎 | 最佳美術指導     | 葉錦添                         | 提名 |
| 第25屆香港電影金像獎 | 最佳服裝造型設計 | 正子公也、葉錦添               | 提名 |
| 第25屆香港電影金像獎 | 最佳音響效果     | 王丹戎、Roger Savage           | 提名 |
| 第25屆香港電影金像獎 | 最佳視覺效果     | 鍾志行、馬永安、鄭文政、譚啟昆 | 提名 |

## 備註
1. ↑  原型为《太平广记第一百九十四卷 昆仑奴》中的崔生。
2. ↑  原型为《太平广记第一百九十四卷 昆仑奴》中的磨勒。
3. ↑  原型为《太平广记第一百九十四卷 昆仑奴》中的红绡妓。
4. ↑  原型为《太平广记第一百九十四卷 昆仑奴》中的一品官。

## 相关
- 一个馒头引发的血案
- 《搜索》：2012年陈凯歌执导的一部电影，反映的是网络暴力对一个女人的伤害

## 外部連結
- The Promise
- Yahoo奇摩電影上《無極》的資料（繁體中文）
- 開眼電影網上《無極》的資料（繁體中文）
- 豆瓣电影上《無極》的資料 （简体中文）
- 时光网上《無極》的資料（简体中文）
- AllMovie上《無極》的资料（英文）
- 爛番茄上《無極》的資料（英文）
- 香港影庫上《無極》的資料（繁體中文）
- 互联网电影数据库（IMDb）上《無極》的资料（英文）